# Exocentrus zonatus
Exocentrus zonatus är en skalbaggsart som beskrevs av Holzschuh 2007. Exocentrus zonatus ingår i släktet Exocentrus och familjen långhorningar.
Artens utbredningsområde är Laos. Inga underarter finns listade i Catalogue of Life.